# جيم ماير
جيم ماير هو لاعب هوكي الجليد كندي، ولد في 15 مايو 1946.

## وصلات خارجية
- جيم ماير على موقع دوري الهوكي الوطني (الإنجليزية)
- جيم ماير على موقع قاعة مشاهير الهوكي (لاعب أن.إتش.أل) (الإنجليزية)
- جيم ماير على موقع EliteProspects.com (الإنجليزية)
- جيم ماير على موقع HockeyDB.com (الإنجليزية)
- جيم ماير على موقع Hockey-Reference.com (الإنجليزية)